# Дакен-Дабан
Даке́н-Даба́н або хребе́т Ріттера (також Данхенаньшань, кит.: 党河南山) — гірський хребет у Китаї, на заході гірської системи Наньшань. Розташований між хребтом Улан-Дабан на північному-сході та Тергун-Дабан на південному-заході.
Є вододілом річок Велика Хартен і Данхе.
Протяжність хребта становить близько 200 км. Висота — до 5926 м. Хребет Дакен-Дабан утворений кристалічними сланцями, пісковиками, філітами. Мало порізаний. Круті, короткі схили біля підніжжя різко переходять в щебенево-галькові похилі підгірні равнини. Центральна частина гірського хребта вкрита льодовиками.
Гірське пасмо до висоти 3000 м вкрите переважно напівчагарниковим кураєм з ознаками пустелі. До висоти 3300—3500 м поширені високогірні сухі дрібнодернові степи. Від 3300 до 3800 м місцями ростуть субальпійські луки, вище 3800 м — високогірні щебенево-кам'янисті пустелі з рідкими подушкоподібними рослинами.
Першим європейцем, хто дослідив хребет у 1879 році, був російський мандрівник Микола Пржевальський. Він і назвав його на честь німецького географа Карла Ріттера.

## Джерело
- Дакен-Дабан // Большая советская энциклопедия : в 30 т. / главн. ред. А. М. Прохоров. — 3-е изд. — М. : «Советская энциклопедия», 1969—1978. (рос.).